# 红莓钟螺
红莓钟螺（Clanculus pharaonius）是一種屬於腹足纲钟螺科的软体动物。红莓钟螺主要生活在印度洋-太平洋熱帶海域的淺海帶。从夏威夷群岛到红海、阿曼湾和马达加斯加，都能見到红莓钟螺的身影。